# ماريوس بودالانوسكي
ماريوس بودالانوسكي (بالبولندية: Mariusz Zbigniew Pudzianowski)‏ (7 فبراير 1977 -) رياضي بولندي ولد في مدينة بيلا راواسكا في بولندا. كان يمارس سابقا رياضات القوة. يعتبر على نطاق واسع أحد أعظم الرجال الأقوياء في تاريخ هذه الرياضة. خلال مسيرته فاز بخمسة ألقاب «أقوى رجل في العالم»، وهي الأكثر في التاريخ. كما فاز بلقب الوصيف مرتين في عامي 2006 و 2009. في عام 2009 بدأ ممارسة الفنون القتالية المختلطة.

## روابط خارجية
- ماريوس بودالانوسكي على موقع IMDb (الإنجليزية)
- ماريوس بودالانوسكي على موقع قاعدة بيانات الفيلم (الإنجليزية)
- ماريوس بودالانوسكي على موقع شيردوغ (الإنجليزية)